# 米夏埃尔·克劳泽
米夏埃尔·克劳泽（德語：Michael Krause，1946年7月24日—），德国男子曲棍球运动员。他曾代表西德参加1968年、1972年和1976年夏季奥林匹克运动会曲棍球比赛，其中1972年奥运会获得一枚金牌。